# 1768 Аппенцелль
1768 Аппенцелль (1965 SA, 1934 PM, 1942 TH, 1768 Appenzella) — астероїд головного поясу, відкритий 23 вересня 1965 року.
Тіссеранів параметр щодо Юпітера — 3,472.